# 愛しのライリー
「愛しのライリー」（いとしのライリー）は、DREAMS COME TRUEが2015年5月27日にリリースした2作目の配信限定シングル。
iTunes Store、moraなどの音楽配信サービスサイトで配信。着うたフルでも配信された（ただし日本版オリジナル主題歌は、本編内のDVDとBlu-rayは収録されていない。）。

## 概要
ディズニー／ピクサー映画 「インサイド・ヘッド」主題歌。映像作品の主人公の名前が楽曲タイトルに入るのはドリカム史上初のこと。
収録アルバム『THE DREAM QUEST』には、アルバムバージョン（「TDQ VERSION」）とシングルバージョンの両曲が収録されている。

## 収録曲
1. 愛しのライリー
  - 作詞：吉田美和　作曲・編曲：中村正人